# Штернекерброй

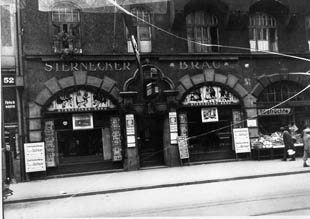
Пивная Штернекерброй в 1925 г.

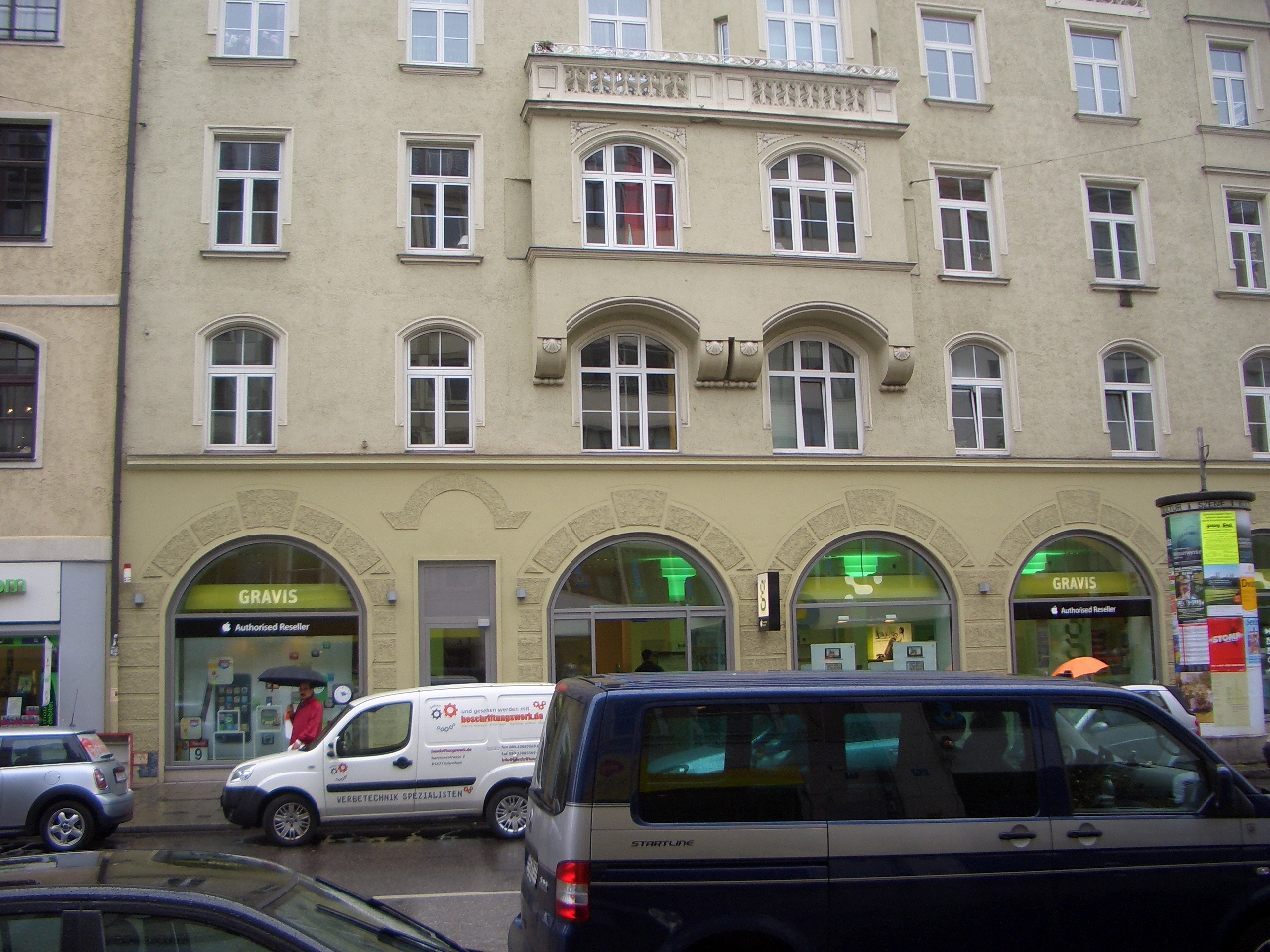
Здание бывшей пивной Штернекерброй в 2009 г.

Штернекерброй (нем. Sterneckerbräu) — пивная в Мюнхене, построенная в 1900 году, которая располагалась на пересечении улицы Таль (нем. Tal) в доме 54 (ныне дом 38) и Штернекергассе (нем. Sterneckergasse) в районе ворот Изартор неподалёку от Мариенплац.
Штернекерброй была пивной низшей категории и получила известность, а также историческое значение лишь благодаря тому, что железнодорожник Антон Дрекслер основал 5 января 1919 года вместе с Карлом Харрером Немецкую рабочую партию (DAP) (нем. Deutsche Arbeiterpartei). После этого DAP еженедельно проводила собрания в этой пивной. На заседание 12 сентября 1919 года в пивную пришёл Адольф Гитлер. Прослушав несколько докладов, Гитлер вступил в DAP, чуть позднее возглавил её, а затем, переименовав её в НСДАП, создал могущественнейшую партию Германии.
Собрания DAP проходили в пивной Штернекерброй с октября 1919 по январь 1920 года. В период с 1933 по 1945 год в пивной был устроен музей нацистской партии. Каждый год, начиная с 8 ноября 1933 года, в Мюнхене проводились торжественные шествия, посвященные годовщине пивного путча. Маршрут шествия проходил мимо пивной Штернекерброй, у которой марширующие останавливались на одну минуту. Открытый Гитлером 8 ноября 1933 года музей в здании пивной стал магнитом для местных жителей и иностранцев. После 1945 года музей разрушили. В настоящее время сохранившиеся комнаты в здании пивной Штернекерброй используются в качестве офисных помещений. Только старые открытки и фотографии фасада напоминают о прошлом здания пивной Штернекерброй.